# Killbuck (Ohio)

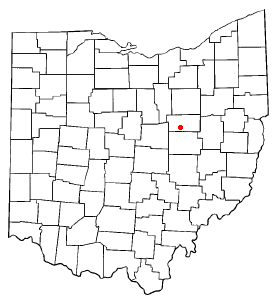
Killbuck na planie stanu Ohio

Killbuck – wieś w USA, w stanie Ohio, w hrabstwie Holmes.
Według danych z 2020 roku wieś liczyła 810 mieszkańców.